# Crinum flaccidum
Crinum flaccidum är en amaryllisväxtart som beskrevs av Herb.. Crinum flaccidum ingår i släktet Crinum, och familjen amaryllisväxter. Inga underarter finns listade i Catalogue of Life.

## Bildgalleri

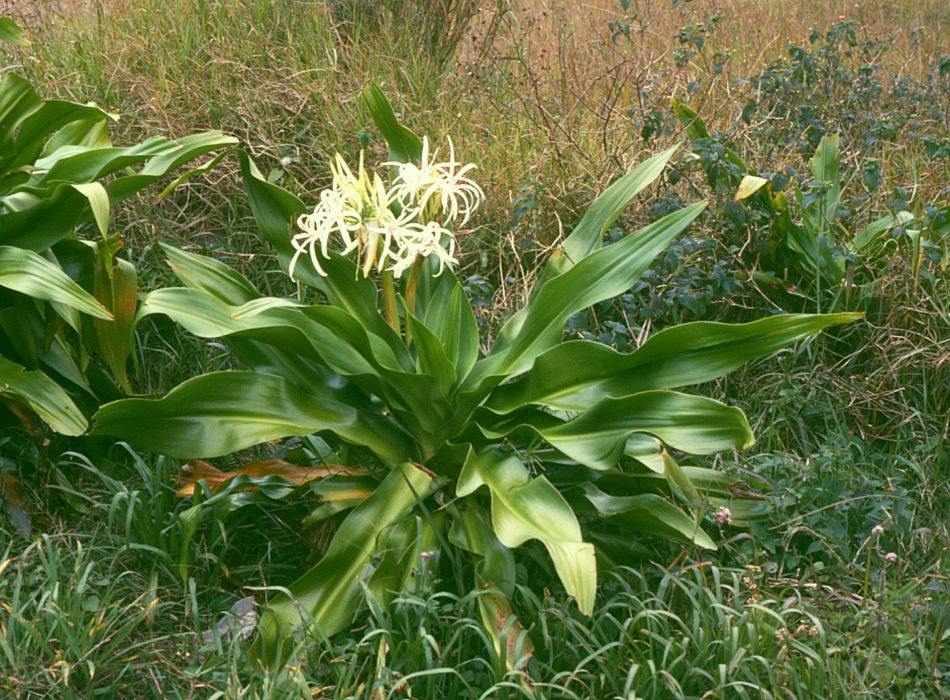
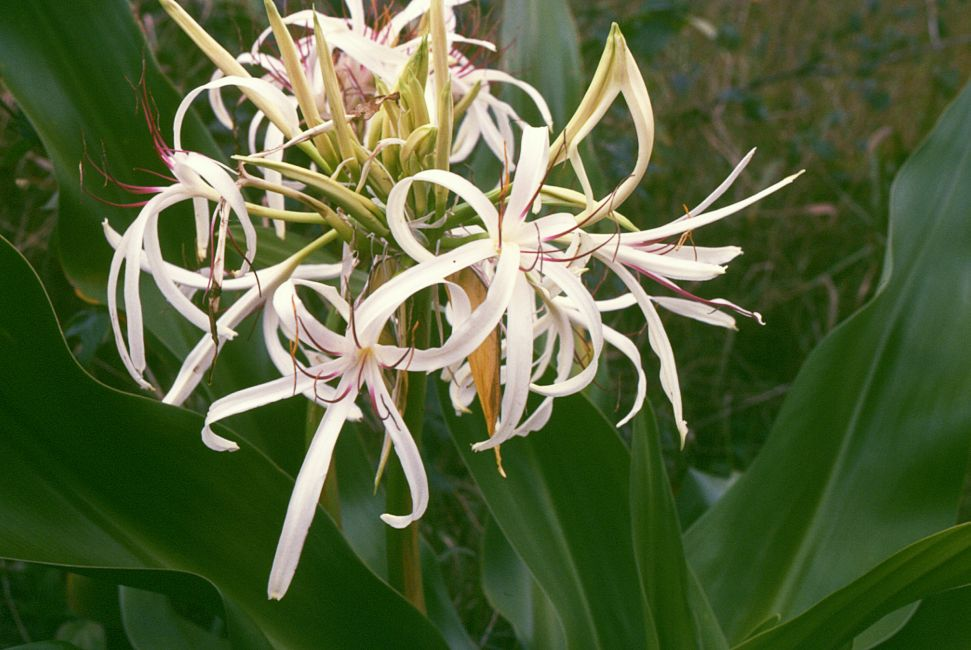
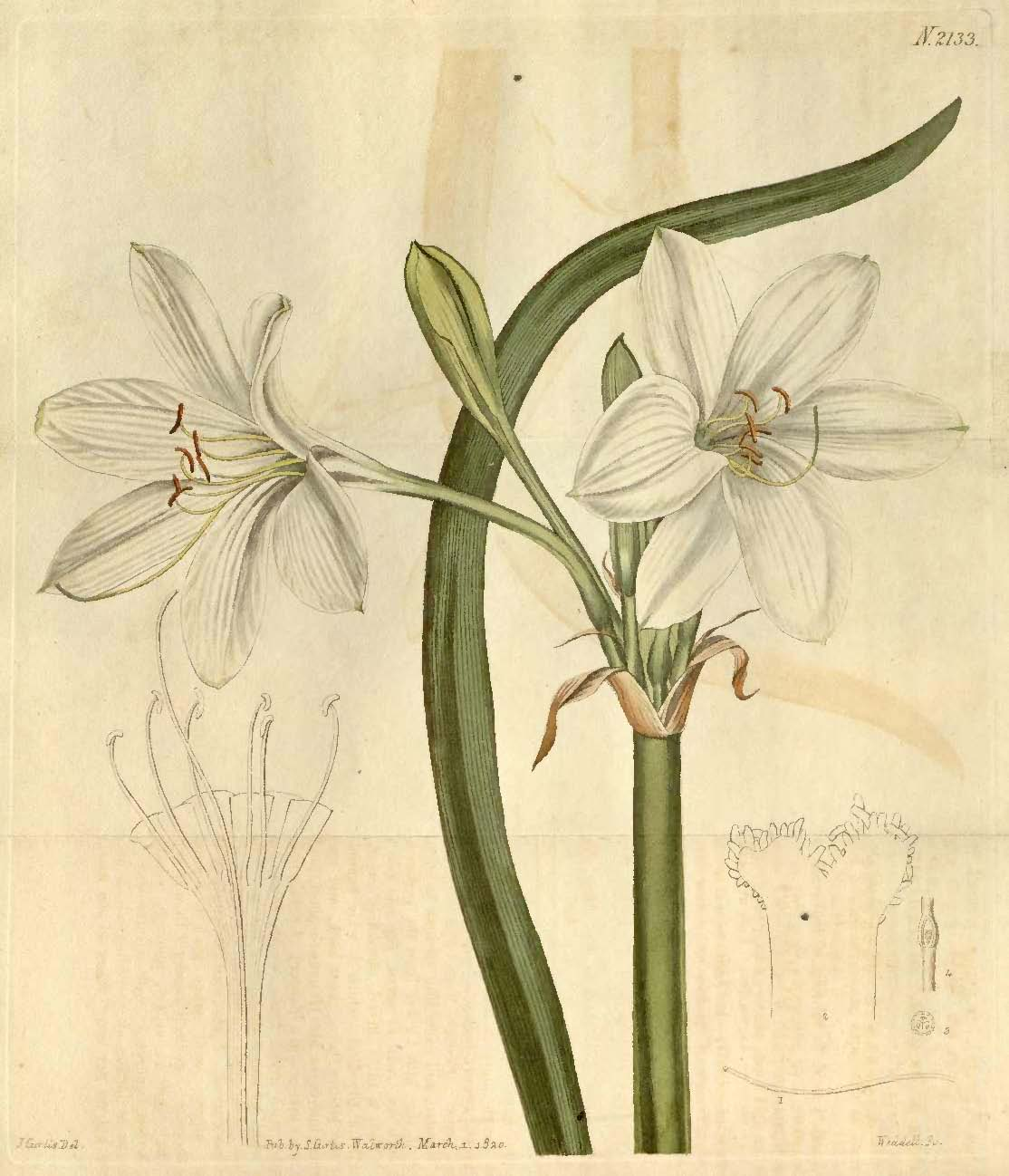